# ذبحة بطنية
ذبحة بطنية (بالإنجليزية: Abdominal angina)‏ هي ألم بطني بعد الأكل، حيثُ يحدث في الأفراد الذين يعانون من نقصٍ مستمر في تدفق الدم إلى الأمعاء الدقيقة والذي يعرف باسم الجلطة المعوية.